# Pseudarmania aberrans
Pseudarmania aberrans är en myrart som beskrevs av Gennady M. Dlussky 1983. Pseudarmania aberrans ingår i släktet Pseudarmania och familjen myror. Inga underarter finns listade i Catalogue of Life.